# Elisabeth van Elten
Elisabeth van Elten, född 1784, död 1865, var en nederländsk skådespelare. 
Hon gifte sig 1821 med Hermanus Johannes van Stoopendaal (1778-1841), skådespelare. 
Hon var som barn engagerad i Herman van 's-Gravezandes resande teatersällskap, vid Amsterdamse Schouwburg, och vid Zuid-Hollandsche Tooneelisten i Haag 1808-1862. 
Hon betraktades som en stor scenkonstnär. Hon ansågs på scen förkroppsliga idealet om konventionell dygd, trots att hon i själva verket hade ett förhållande med sin man i nitton år innan de gifte sig 1821. Detta hemlighölls dock: hennes man levde skild från sin fru, och Elisabeth kallade sig van Stoopendaal, vilket gav intryck av att hon var gift. Hon spelade oftast hustruroller fram till sin makes död, och därefter moderroller. 